# Карлос Саура
Карлос Саура Атарес (ісп. Carlos Saura Atarés; 4 січня 1932, Уеска, Арагон — 10 лютого 2023, Мадрид) — іспанський кінорежисер, фотограф, сценарист. Молодший брат художника Антоніо Саури.

## Біографія
У повнометражному кіно дебютував стрічкою «Бродяги» (1960), яка проклала дорогу в іспанський кінематограф неореалізму — стилю, що поширився на той час по всій Європі. Він же є і в «Полюванні» (1966), серйозній роботі, що аналізує рани, нанесені громадянської війною. Це моторошна історія полювання трьох ветеранів Фаланги, що займають різні життєві позиції. Натурні зйомки, нудні ландшафти та контрастна операторська робота Луїса Куадрадо зробили цей фільм орієнтиром для наступних кінострічок та принесли великий міжнародний успіх, підтверджений Срібним ведмедем на Міжнародному Кінофестивалі в Берліні.
1967 року Саура розпочинає співпрацю з продюсером Еліасом Керехетою у фільмі «Охолоджений м'ятний коктейль», що дає початок більш відомому періоду його кар'єри. Це оригінальне психологічне дослідження наслідків франкістських репресій після закінчення громадянської війни — сексуального закріпачення та інших недоліків. Розв'язка фільму така ж жорстока, як і в «Полюванні», але тепер вона відбувається в пам'яті або в більш примітивних інстинктах персонажів.
Теми й образи, відшліфовані цим абстрактним стилем, розвивалися у співпраці з Керехетою, який прагнув обдурити цензуру та висвітити недоліки іспанського суспільства, і продовжилися у фільмах «Стрес: три, три» (1968), «Нора» (1969) і «Сад насолод» (1970).
«Анна та вовки» (1973) представляє замкнутий світ великої садиби однієї іспанської аристократичної родини. Рафаела Апарісіо, володарка цього замкнутого світу, повторно з'явиться у фільмі «Мамі виповнюється сто років» (1979) — своєрідному продовженні фільму «Анна і вовки». В родовий замок приїжджає гувернантка-іноземка, щоб навчати дітей Хуана — господаря будинку. Пригнічені бажання трьох чоловіків прориваються після приїзду цієї красивої дівчини, чиї манери більш вільні, а її щирість пробуджує в підсвідомості чоловіків потаємні бажання. Анна розбурхує навколишній її світ замкнутої та консервативної родини, викриваючи таким чином проблеми, які багато в чому визначають іспанське суспільство того часу.
У фільмі «Кузина Анхеліка» (1974), який отримав спеціальний приз журі на Каннському кінофестивалі, минуле (1936) і сьогодення (1973) об'єднуються, і це показується за допомогою змішування минулого часу, яке відтворюється в сценах фільму, включених в рамки одного і того ж епізоду. Таким чином розкривається тема присутності страждань минулого в сьогоденні — класичний прийом психоаналізу. Присутність минулого в сьогоденні також має такі нищівні наслідки, як контраст дитячої любові Луїса та Анхеліки, яка була, можливо, її єдиною любов'ю, і дорослих відносин Луїса та Анхеліки, вже одружених, в ситуації, яка робить неможливим відновлення колишніх емоційних відносин. Спогади та проникнення минулого в сьогодення були добре показані вже в попередній роботі «Сад насолод» (1970).
«Вигодуй ворона» (1975), також відзначено журі на Каннському кінофестивалі, знову використовує тему спогадів, протиставляючи погляд дівчинки Анни авторитарним персонажам.
У фільмі «Еліза, життя моє» (1977), виходячи з дуже амбітної ідеї взаємин кіно і літератури, ведеться безперервний діалог з характерними елементами кіно: зображенням, звуком, музикою та текстом. У ряді сцен є глибокий зв'язок між написанням текстів та складанням візуальних композицій. Щоденник, який веде персонаж Фернандо Рея, є джерелом висловлювань, що сприймаються нами, але все ускладнюється його дочкою, яку грає Джеральдіна Чаплін, коли вона читає цей щоденник своєї смерті. У все це вплетені посилання на «El gran teatro del mundo» Кальдерона де ла Барка, «El Criticón» Бальтасара Грасіана і міф про Пігмаліона, який чути у вигляді опери Жан-Філіпа Рамо (Пігмаліон, 1748). Лейтмотивом фільму є музика «Першої Гноссієнни» знаменитого французького композитора початку XX століття, Еріка Саті, яка переносить нас в область спогадів.
З приходом демократії в Іспанію Саура стає видатним кінематографістом перехідного періоду (Transición Espa ñola — перехід від диктатури Франко до демократичного та правового суспільства). Фільм «З зав'язаними очима» (1978) — міркування про страждання та несправедливості в Латинській Америці. У наступному році Саура береться за свою першу комедію «Мамі виповнюється сто років», переглядаючи сім'ю з фільму «Анна і вовки» в комічному ключі і з відчуттям кінця епохи Франко. Фільм досягає успіху у критики та публіки, нагороджується на різних кінофестивалях та висувається на «Оскар» в номінації «найкращий іноземний фільм».
Карлос Саура помер 10 лютого 2023 року у Мадриді в 91-річному віці від дихальної недостатності.

## Фільмографія
- 1955 — Фламенко/Flamenco (к/м)
- 1956 — Маленька річка Мансанарес /El pequeño río Manzanares (к/м)
- 1957 — Недільний вечір /La tarde del domingo (к/м)
- 1958 — Куенка /Cuenca (док.; спеціальна згадка на кінофестивалі в Сан-Себастьяні)
- 1959 — Бродяги /Los golfos
- 1964 — Плач по бандитові /Llanto por un bandido
- 1966 — Полювання /La caza (Срібний ведмідь на Берлінському кінофестивалі)
- 1967 — Охолоджений м'ятний коктейль/Peppermint frappé (Срібний ведмідь на Берлінському кінофестивалі)
- 1968 — Стрес: три, три /Stress es tres, tres
- 1969 — Нора /La madriguera
- 1970 — Сад насолод /El jardín de las delicias
- 1973 — Анна і вовки /Ana y los lobos
- 1974 — Кузина Анхеліка /La prima Angélica (Спеціальний приз журі на Каннському кінофестивалі)
- 1975 — Вигодуй ворона /Cría cuervos (Приз журі на Каннському кінофестивалі)
- 1977 — Еліза, життя моє /Elisa, vida mía (приз за найкращу чоловічу роль Фернандо Рею на Каннському кінофестивалі)
- 1978 — З зав'язаними очима/Los ojos vendados (номінація на Золоту пальмову гілку; премія за найкращий сценарій від Товариства письменників-сценаристів)
- 1979 — Мамі виповнюється сто років /Mamá cumple 100 años (номінація на Оскара за найкращий іноземний фільм; спеціальний приз журі на кінофестивалі в Сан-Себастьяні)
- 1980 — Швидше, швидше! /Deprisa, deprisa (Золотий ведмідь на Берлінському кінофестивалі)
- 1981 — Криваве весілля /Bodas de sangre (приз за найкращий фільм від CEC)
- 1981 — Солодкі годинник /Dulces horas
- 1982 — Антонієта /Antonieta
- 1983 — Кармен /Carmen (номінація на Оскар за найкращий іноземний фільм, премія BAFTA, приз журі Каннського кінофестивалю та інші нагороди)
- 1984 — Ходулі /Los zancos
- 1986 — Зачароване кохання /El amor brujo
- 1988 — Ельдорадо /El Dorado
- 1988 — темна ніч /La noche oscura
- 1990 — Ай, Кармела! /¡Ay Carmela! (тринадцять премій «Гойя» та інші нагороди)
- 1991 — Севільяна /Sevillanas
- 1991 — Південь /El sur
- 1992 — Марафон /Maratón
- 1993 — Стріляй! /¡Dispara!
- 1995 — Фламенко /Flamenco
- 1996 — Таксі /Taxi
- 1997 — Пташка /Pajarico
- 1998 — Танго /Tango (номінація на Оскар за найкращий іноземний фільм, Приз за операторську роботу в Каннах та ін. нагороди)
- 1999 — Гойя в Бордо /Goya en Burdeos (Гран-Прі двох Америк в Монреалі)
- 2001 — Бунюель і стіл царя Соломона /Bu ñuel y la mesa del rey Salomón
- 2002 — Соломія /Salomé (приз за артистичну цінність в Монреалі)
- 2004 — Сьомий день /El séptimo día
- 2005 — Іберія /Iberia; Премія «Гойя» за найкращу операторську роботу Хосе Луїса Лопеса-Лінареса (José Luis López-Linares).
- 2007 — Фаду /Fados (документальний)
- 2009 — Я, Дон Жуан /Io, Don Giovanni
- 2010 — Фламенко, фламенко /Flamenco, Flamenco
- 2013 — 33 дні /33 días

## Вистави
- 2009 — Фламенко сьогодні /Flamenco hoy (музичне шоу)

## Літературні роботи
- Pajarico solitario. — Libros del Alma, 1997. — 95 с. — ISBN 978-8492248131.

## Видані сценарії
- Esa luz. — Galaxia Gutenberg, 2000. — 266 с. — ISBN 978-8481092929.
- Goya en Burdeos. — Barcelona : Galaxia Gutenberg, 2002. — 136 с. — ISBN 8481093645.
- Еліза, життя моє = Elisa, vida mía. — Montpellier : Centre d'études et de recherches sociocritiques, 1993. — 116 с.
- Вигодуй ворона = Cría Cuervos. — Books Group, Llc Books, 2010. — 90 с. — ISBN 1155189264.

## Нагороди
- Найкращий режисер, Берлін — «Полювання» (1965).
- Срібний ведмідь, Берлін-1968 — «М'ятний коктейль із льодом» (1967).
- Prix L'Age d' Or за найкращий фільм на кастильською говіркою від аргентинської Асоціації літописців кінематографії (la Asociación de Cronistas Cinematográficos), за «Анна та вовки» (1972)
- Спеціальний приз журі, Канни-1974 за фільм «Кузина Анхеліка» (1973). Номінація на «Оскар» за найкращий іноземний фільм.
- Спеціальний приз журі, Канни-1976 за фільм «Вигодуй ворона» (1975). Номінація на «Оскар» за найкращий іноземний фільм — 1976. Приз французьких критиків (1976). Приз критиків на фестивалі в Брюсселі (1977). Найкращий фільм, Найкращий режисер, Найкраща актриса (Джеральдіна Чаплін) від нью-йоркської Асоціації літописців (la Asociación de Cronistas de Espectáculos) — 1978.
- «Еліза, життя моє» (1977); Приз акторові Фернандо Рею в Каннах-1977. Найкращий фільм за версією CEC — 1978.
- «Мамі виповнюється 100 років» (1979); Спеціальний приз журі на Міжнародному кінофестивалі в Сан-Себастьяні (1979). Номінація на «Оскар» за найкращий іноземний фільм — 1979. Найкращий сценарій на фестивалі в Чикаго — 1979. Спеціальний приз критиків на фестивалі в Брюсселі — 1980.
- «Швидше, швидше» (1980); Золотий ведмідь на Берлінському кінофестивалі 1981. Спеціальний приз на фестивалі в Сіднеї — 1981.
- Премії «Гойя» — 1990 за «Ай, Кармела!»: Найкращий фільм, Найкращий режисер, Найкраща актриса в головній ролі (Кармен Маура), Найкращий актор в головній ролі (Андрес Пахарес), Найкращий актор другого плану (Габино Дієго), Найкращий адаптований сценарій (Карлос Саура та Рафаель Аскона), Найкращий продюсер, Найкращий монтаж, Mejor dirección artística, Найкращий підбір костюмів, Найкращий грим, Найкращий звук, Найкращі спецефекти.
- Золота медаль Академії кінематографічного мистецтва і наук Іспанії (la Academia de las Ciencias y las Artes Cinematográficas) — 1992.
- Медаль від la Orden de Artes y Letras Франції — 1993.
- Título de Gran Oficial de la Orden del Mérito Італії.
- Doctor honoris causa por la Universidad de Zaragoza (1994).